# Талворик
Талворик (арм. Տալվորիկ) — село в Армавирской области Армении.

## География
Село расположено в юго-западной части марза, к северу от автодороги , на расстоянии 22 километров к юго-западу от города Армавир, административного центра области. Абсолютная высота — 950 метров над уровнем моря.
Климат
Климат характеризуется как семиаридный (BSk в классификации климатов Кёппена). Среднегодовая температура воздуха составляет 11,2 °C. Средняя температура самого холодного месяца (января) составляет −3,9 °С, самого жаркого месяца (июля) — 25 °С. Расчётная многолетняя норма атмосферных осадков — 314 мм. Наибольшее количество осадков выпадает в мае (53 мм).

## Население
| Год переписи | Население          | Население          | Население          | Население            | Население            | Население            |
| Год переписи | Наличное население | Наличное население | Наличное население | Постоянное население | Постоянное население | Постоянное население |
| Год переписи | Всего              | Мужчины            | Женщины            | Всего                | Мужчины              | Женщины              |
| ------------ | ------------------ | ------------------ | ------------------ | -------------------- | -------------------- | -------------------- |
| 2001         | 190                | 93                 | 97                 | 204                  | 102                  | 102                  |
| 2011         | 194                | 102                | 92                 | 199                  | 107                  | 92                   |